# Поліхні
Поліхні (грец. Πολίχνη — місто в Греції і до 2011 року дім, в периферії Центральна Македонія, передмістя Салонік.

## Райони міста
Традиційно Поліхні поділяється на райони:
- Метеора — Μετέωρα
- Кріа-Врісі — Κρύα Βρύση
- Неромулі — Νερόμυλοι
- Ано-Поліхні — Άνω Πολίχνη
- Тумба-Поліхніс — Τούμπα Πολίχνης
- Айос-Іоанніс — Αγιος Ιωάννης
- Айос-Пантелеймонас — Άγιος Παντελεήμονας
- Айос-Рафаїл — Άγιος Ραφαήλ
- Каратассу — Καρατάσσου